# Омікрон1 Ерідана
Омікрон1 Ерідана (ο1 Ерідана, скорочено Омікрон1 Eri, ο1 Eri), також зване Beid [ˈbaɪd], — змінна зірка в сузір'ї Ерідан. З середньою видимою візуальною величиною 4,04 його видно неозброєним оком ясної темної ночі. Виходячи з вимірювань паралакса, він лежить приблизно на 122 світлових років від Сонця.

## Номенклатура
ο1 Ерідана (латинізоване Омікрон1 Ерідана) — це позначення зірки за Байєром.
Система носить традиційну назву Beid, що походить від арабського слова بيض bayḍ, що означає «яйця» (пор. сусіднє Keid «(яєчна) шкаралупа»). У 2016 році Міжнародний астрономічний союз організував Робочу групу з назв зірок (WGSN) для каталогізації та стандартизації власних назв зірок. 12 WGSN схвалив назву Beid для цієї зірки вересень 2016 року, і тепер він включений до списку схвалених IAU імен зірок. 
Китайською мовою 九州殊口 (Jiǔ Zhōu Shū Kǒu), що означає «Тлумачі дев’яти діалектів», означає астеризм, що складається з Омікрон1 Ерідана, 39 Ерідана, Сі Ерідана, Ню Ерідана, 56 Ерідані та 55 Ерідані. Отже, сама китайська назва Omicron1 Eridani九州殊口二 (Jiǔ Zhōu Shū Kǒu èr, англ. the Second Star of Interpreters of Nine Dialects). 

## Властивості
Омікрон1 Ерідана — це еволюційна гігантська зірка типу F із зоряною класифікацією F0 III. Це змінна зірка Дельта Щита, яка зазнає нерадіальних пульсацій  із зміною лише 0,03 зоряної величини за період 0,0747 днів. Зірка швидко обертається з прогнозованою швидкістю обертання 108,1 км/с  і періодом обертання менше приблизно 1,9 днів. Це створює екваторіальну опуклість, яка на 11% ширша за полярний радіус. Омікрон1 Ерідана має майже вдвічі більшу масу Сонця, у 3,7 разів більше радіуса Сонця, і світить із зовнішньої атмосфери в 27 разів більше сонячної світності  при ефективній температурі 6963 К. 